# Michael Reckzeh
Michael Reckzeh (ur. 4 marca 1988 r. w Essen) – niemiecki wioślarz.

## Osiągnięcia
- Mistrzostwa Świata – Poznań 2009 – dwójka bez sternika wagi lekkiej – 8. miejsce[1].